# São Luís do Norte
São Luís do Norte là một đô thị thuộc bang Goiás, Brasil. Đô thị này có diện tích 586,06 km², dân số năm 2007 là 4173 người, mật độ 7,1 người/km².